# Coleophora kaszabi
Coleophora kaszabi é uma espécie de mariposa do gênero Coleophora pertencente à família Coleophoridae.